# マペットのホーンテッドマンション
『マペットのホーンテッドマンション』（Muppets Haunted Mansion）は、2021年のアメリカ合衆国の人形劇テレビ映画。マペットがディズニーランドのアトラクションがホーンテッドマンションの夢のコラボ。
クロード役を担当する俳優エドワード・アズナーはこれが遺作となった。

## ストーリー
ハロウィン当日。マペットたちはいつもと同じように楽しいパーティーを開いていた。しかし今日はゴンゾが大好きな魔術師マクガフィンが姿を消してから100年目の特別なハロウィンだった。ゴンゾはカーミットに断りを入れ、ペペとともにマクガフィンが姿を消した館へと向かう。これまで数々の無謀なスタントに挑戦してきた恐れ知らずのゴンゾは意気揚々と館で一晩を過ごし、怖いものなど無いと証明しようとする。

## キャスト
※括弧内は日本語吹替
- ゴーストホスト - ウィル・アーネット（安崎求）
- コンスタンス・ハッチウェイ - タラジ・P・ヘンソン（壹岐紹未[1]）
- クロード - エドワード・アズナー
- 庭師 - ダレン・クリス（柏野昌俊）
- ドライバー - イヴェット・ニコール・ブラウン（所河ひとみ）
- 本人 - ジョン・ステイモス（堀内賢雄）
- メイド - キム・アーバイン
- ハリエット - クリッシー・メッツ（遠藤かおり）
- モード - ジーニー・メイ
- フレッド - アルフォンソ・リベイロ
- ヒュエット - ダニー・トレホ（セリフなし）
- メアリー - サシェア・ザマダ（セリフなし）

### マペットたち
- ゴンゾ - デーヴ・ゲルツ（塩屋浩三）
- ペペ - ビル・バレッタ（高木渉）
- カーミット - マット・ヴォーゲル（真殿光昭）
- ミス・ピギー - エリック・ジェイコブソン（小形満）
- フォジー - エリック・ジェイコブソン（江原正士）
- アニマル - エリック・ジェイコブソン（緒方賢一）
- ジョニー・フィアマ - ビル・バレッタ（大塚芳忠）
- サル・ミネラ - ブライアン・ヘンソン（高木渉）
- スクーター - デヴィッド・ラッドマン（落合弘治）
- チップ - デーヴ・ゲルツ（小形満）
- ロルフ - ビル・バレッタ（江原正士）
- ブンゼン - デーヴ・ゲルツ（江原正士）
- ビーカー - デヴィッド・ラッドマン（小形満）
- ドクター・ティース - ビル・バレッタ（多田野曜平）
- ジャニス - デヴィッド・ラッドマン（石野竜三）
- フロイド・ペッパー - マット・ヴォーゲル（落合弘治）
- ズート - デーヴ・ゲルツ（小形満）
- サム - エリック・ジェイコブソン（落合弘治）
- バッバ - ビル・バレッタ（長嶝高士）
- スウィータム - マット・ヴォーゲル（乃村健次）
- デッドリー - マット・ヴォーゲル（乃村健次）
- ルー・ジーランド - マット・ヴォーゲル（塩屋浩三）
- クレイジー・ハリー - マット・ヴォーゲル（石野竜三）
- ハワード・タブマン - ビル・バレッタ（塩屋浩三）
- ボーボー - ビル・バレッタ（塩屋浩三）
- カール - ビル・バレッタ（山本満太）
- シェフ - ビル・バレッタ
- ベバリー - ジュリアン・ブッシャー（かとうあずさ）
- ポップス - マット・ヴォーゲル（塩屋浩三）
- ウォルター - ピーター・リンツ（小森創介）
- スタトラー - ピーター・リンツ（唐沢龍之介）
- ウォルドーフ - デーヴ・ゲルツ（吉富英治）
- ミイラ女 - アリス・ディニーン（おまたかな[2]）
- ビューティフルデー・モンスター - ビル・バレッタ（露木徳幸）
- ジョー - ピーター・リンツ（長嶝高士）
- ヨランダ - ジュリアン・ブッシャー（石野竜三）
- ランディ - デーヴ・ゲルツ（長嶝高士）
- アンディ - ビル・バレッタ（長嶝高士）
- ロビン - ピーター・リンツ（越後屋コースケ）
- ウェイン - デヴィッド・ラッドマン（落合弘治）
- ワンダ - ジュリアン・ブッシャー（おまたかな）
  - その他日本語版声優：ケンコー / 大林栄作 / 大木理紗 / 内田ゆう / 風雅なおと / 石原慎一 / 石塚勇

## スタッフ
- 原作 - ジム・ヘンソン「マペット」、ウォルト・ディズニー「ホーンテッドマンション」
- 監督 - カーク・サッチャー（英語版）
- 脚本 - カーク・サッチャー、ケリー・ヤンガー
- 製作 - チェルシー・デヴィンセント
- 製作総指揮 - ジュリエット・ブレイク（英語版）、ブライアン・ヘンソン
- 撮影監督 - クレイグ・キーフ
- 編集 - アレクサンドラ・エイミック、ジェイソン・ビアーフェルド
- 音楽 - エド・ミッチェル、スティーブ・モレル

日本語版スタッフ
- 翻訳・訳詞 - いずみつかさ
- 演出 - 向山宏志
- 音楽演出 - 安西康高
- 録音・調整 - 上村利秋
- 調整 - 江崎貴生
- 録音制作 - スタジオ・エコー、村井亨子、木田早香